# Amorphochelus nudus
Amorphochelus nudus är en skalbaggsart som beskrevs av Marc Lacroix 1997. Amorphochelus nudus ingår i släktet Amorphochelus och familjen Melolonthidae. Inga underarter finns listade i Catalogue of Life.